# Юй Дафу
Юй Вэнь, взрослое имя — Юй Дафу́ (кит. трад. 郁達夫, упр. 郁达夫, пиньинь Yù Dáfū, 1895 — 1945) — китайский писатель, поэт, публицист.

## Биография
Родился в 1895 году в уезде Фуян Ханчжоуской управы провинции Чжэцзян.
В 1913—1922 учился в Японии. В 1921 стал одним из основателей общества «Творчество» («Чуанцзао»), редактировал ряд его изданий. В том же году вышла его повесть «Чэнь лунь» («Омут»), с необычной для того времени откровенностью говорящая о переживаниях китайского юноши в Японии. Героями последующих многочисленных повестей, сборников рассказов и эссеистической прозы — «Ми Ян» («Заблудшая овца», 1926), «Та ши игэ жо нюйцзы» («Она — слабая женщина», 1931) и др. — являются как изображенные с сочувствием представители низов общества, так и интеллигенты. В большинстве своем они страдают от неприкаянности, от своей невостребованности в отсталом Китае. Проза Юй Дафу отличается тонкостью психологического рисунка, отточенностью стиля; она часто мрачна по колориту, за что критика упрекала писателя в декадентских настроениях. Литератор плодовитый и многоплановый, он писал также стихи, автобиографические и путевые заметки, критические этюды на литературные и театральные темы.
В 1930 вступил в Лигу левых писателей Китая (Чжунго цзои цзоцзя ляньмэн), в 1932 — в Китайскую лигу защиты прав народа, но затем отошёл от общественной деятельности. В годы антияпонской войны (1937—1945) включился в патриотическую борьбу как публицист, редактор и пропагандист — сначала в Ухане, а с 1938 в Сингапуре. После захвата города японцами бежал в Индонезию, где продолжал выступать против захватчиков, однако был схвачен японской жандармерией и тайно умерщвлён уже после окончания войны, в сентябре 1945 года.

## Переводы на русский язык
- В пути: Рассказ // Правдивое жизнеописание. М., 1929, с. 165—177;
- Весенняя ночь // Китай: Литературный сборник. [Харьков], 1936, с. 144—149;
- Похищение лотосов: Новеллы кит. писателей (20-30-е гг.) : [Пер. с кит.] / [Сост. и авт. предисл. Т. А. Малиновская]. - Москва : Наука, 1972. - 128 с.; 20 см. - (Современная восточная новелла) [Юй Дафу: Ночь начала осени]
- Весенние ночи: Рассказы : Пер. с кит. / [Предисл. В. Петрова, с. 5-20]. - Москва : Худож. лит., 1972. - 207 с.; [Омут; Утес Цайши; Кровь и слезы; Весенние ночи; Скромный подарок; Один в пути; Прошлое; Снежное утро; Страница истории; Поздние коричные цветы; Фаталист; Избавление]
- Весенние ночи: Рассказы / Пер. с кит. и вступ. ст. В. Сорокина. М., 1972.